# Graduale (Gesang)

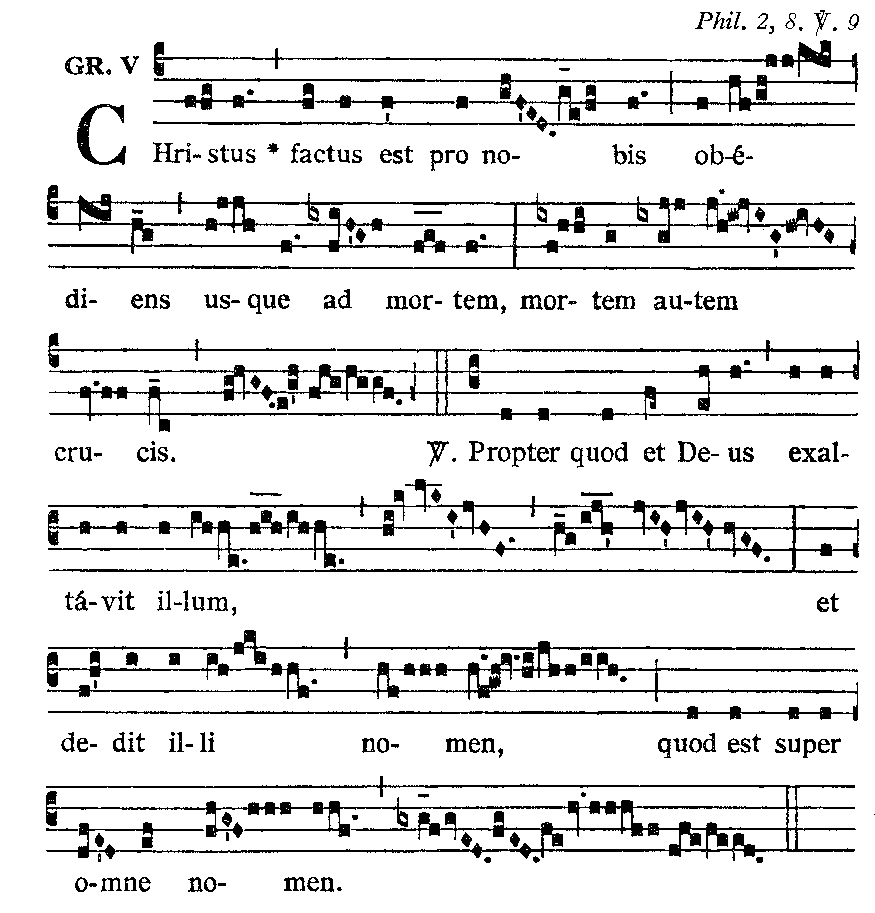
Graduale Christus factus est am Palmsonntag (gregorianisch, Graduale Romanum S. 148)

Als Graduale (eigentlich Responsorium Graduale) bezeichnet man in der römisch-katholischen Liturgie einen Zwischengesang in der heiligen Messe.

## Graduale in der Liturgie
Als Graduale werden Psalmabschnitte oder biblische Verse zwischen der alttestamentlichen Lesung und der Epistel in der Messe bezeichnet. Wenn die alttestamentliche Lesung entfällt, ist der Platz des Graduales – wie vor der Liturgiereform – zwischen vorhergehender Epistel und nachfolgendem Alleluia. Sie werden solistisch vorgetragen und durch ein sog. Responsum von der Choralschola (oder auch Gemeinde) gerahmt. Die Bezeichnung rührt her vom Ort der Ausführung des Gesanges (lateinisch gradus ‚Stufe‘, responsorium graduale, ‚Antwortgesang, von den Stufen aus zu singen‘). In der Praxis hat sich daraus das Singen vom Ambo her entwickelt.
Das Graduale hat seine Wurzeln im frühmittelalterlichen Gottesdienst. Bereits im 6. Jahrhundert war das Graduale Bestandteil der römischen Messe. Es war anfänglich ein Psalm, der zwischen den Bibellesungen gesungen wurde. Im Zuge einer reicheren melodischen Ausgestaltung vor allem des folgenden Allelujarufs verkürzte sich das Graduale auf einen Psalmvers (psalmellus), vereinzelt auch auf andere Texte, die nicht den Psalmen entnommen sind, so das Graduale Christus factus est vom Palmsonntag, dessen Text aus dem Philipperbrief stammt (Phil 2,8–9 ). In fränkischer Zeit wurde es üblich, es auf den Stufen des Ambos zu singen, da der Ambo dem Vortrag des Evangeliums vorbehalten war.
Mit der Liturgiereform nach dem Zweiten Vatikanischen Konzil trat im Missale Romanum von 1970 an die Stelle des (verkürzten) Graduales der „Antwortpsalm“, der eine Rückkehr zur ursprünglichen Form des Graduales mit mehreren Psalmversen und von der Gemeinde gesungenem Responsum bedeutet. Das Graduale kann jedoch auch weiterhin lateinisch wie im Graduale Romanum oder dem Graduale Novum angegeben gesungen werden.

## Graduale im Gregorianischen Choral
Das Graduale ist ein Teil des gregorianischen Mess-Propriums. Es gehört zur Gattung des Responsoriums und besteht ursprünglich aus folgenden Teilen:
- dem vom Kantor vorgesungenen Responsum,
- dem von der Schola wiederholten Responsum,
- einem Solo-Vers (typischerweise ein Psalm-Vers) (ab ℣)
- und der Wiederholung des Responsums durch die Schola.

Im Verlauf des Mittelalters etablierte sich eine davon etwas abweichende Form:
- Der Kantor intonierte die ersten ein bis zwei Worte des Responsums, bevor die Schola mit einstimmte;
- danach sang der Kantor den Solo-Vers nicht mehr komplett, denn der letzte Teil des Verses wurde von der Schola übernommen;
- die Wiederholung des Responsums entfiel in den meisten Fällen.

Die Melodik der Gradualien sind insgesamt melismenreicher und damit auch anspruchsvoller in ihrer Komposition als etwa Introitus und Communio. Der Solovers hat dabei typischerweise einen größeren Tonumfang als das Responsum. Nicht alle Gradualien haben eigene Melodien. Gerade unter den Gradualien im 2. Modus gibt es weitreichende Übereinstimmungen.
In der Zeit zwischen Ostern und Pfingsten wird das Graduale typischerweise durch ein zusätzliches Alleluia ersetzt.

## Mehrstimmige Vertonungen
Aus dem 12. und 13. Jahrhundert gibt es zahlreiche mehrstimmige Vertonungen der solistischen Teile von Gradualien; das sind in dieser Zeit die ersten ein bis zwei Worte des Responsums und der größte Teil des Verses. Diese Vertonungen gehören zur Gattung des Organums, unter ihnen befinden sich auch die berühmten vierstimmigen Organa Viderunt omnes und Sederunt principes von Perotin. Die ursprüngliche gregorianische Melodie bleibt dabei in der Unterstimme, wenn auch in lang ausgehaltenen Noten, zu der die ein bis drei bewegteren Oberstimmen hinzutreten.
Auch aus späterer Zeit gibt es noch mehrstimmige Vertonungen der Graduale-Texte, wenn sie in ihrer Bedeutung auch hinter der Vertonung des Mess-Ordinariums zurücktreten. Solche Vertonungen können sich der Form der Motette, aber auch konzertanter Formen bedienen, es gibt mit der Gradual- oder Epistel-Sonate aber auch reine Instrumentalstücke an Stelle des Graduales. Eine bekannte historische Gradual-Komposition ist das Locus iste von Anton Bruckner, eine Vertonung des Graduale zur Kirchweih.